# الحي اليهودي في لوبلان
كان الحي اليهودي في لوبلين غيتو في الحرب العالمية الثانية التي أنشأتها ألمانيا النازية في مدينة لوبلين على أراضي الحكومة العامة في بولندا المحتلة. كان معظم السجناء في الحي اليهودي من اليهود البولنديين، على الرغم من جلب عدد من الغجر أيضًا.  أُنشئ لوبلين غيتو في مارس 1941، وكان واحد من أولى الأحياء اليهودية في الحقبة النازية المقرر تصفيتها خلال المرحلة الأكثر فتكًا من المحرقة في بولندا المحتلة. بين منتصف مارس ومنتصف أبريل 1942، تم تسليم أكثر من 30,000 يهودي إلى موتهم في قطارات المحرقة في معسكر بيلزك للإبادة و4،000 إضافي في معسكر الاعتقال مايدانيك.

## التاريخ
بالفعل في 1939-194 ، قبل الإعلان عن الغيتو رسميًا، بدأ القائد الأعلى لقوات الأمن والشرطة أوديلو جلوبوسنيك (قائد منطقة شوتزشتافل الذي أدار أيضًا خطة نيسكو ) في نقل يهود لوبلين بعيدًا عن مقر موظفيه في شارع Spokojna،  وفي منطقة مدينة جديدة معدة لهذا الغرض. في غضون ذلك، تم طرد أول 10000 يهودي من لوبلان إلى المناطق الريفية المحيطة بالمدينة بداية من أوائل مارس. 